# Giro della Romagna
O Giro della Romagna é uma corrida de ciclismo italiana realizada na região da Romanha.
Criada em 1910, faz parte do UCI Europe Tour desde a criação dos Circuitos Continentais UCI em 2005, dentro da categoria 1.1. Em 2011 foi renomeado como Giro della Romagna-Coppa Placci devido à fusão da extinta Coppa Placci com esta prova. Em 2012 a prova deixou de se realizar até seu regresso ao calendário em 2024.

## Palmarés
| Ano                                                       | Vencedor                 | Segundo               | Terceiro                |
| --------------------------------------------------------- | ------------------------ | --------------------- | ----------------------- |
| 1910                                                      | Jean-Baptiste Dortignacq | Mario Bruschera       | Henri Lignon            |
| 1911                                                      | Giovanni Micheletto      | Pierino Albini        | Giovanni Rossignoli     |
| 1912                                                      | Dario Beni               | Ugo Agostoni          | Pietro Aymo             |
| 1913                                                      | Angelo Gremo             | Pierino Albini        | Ezio Corlaita           |
| 1914                                                      | Giovanni Cervi           | Costante Girardengo   | Carlo Durando           |
| 1915-1920 não se disputou                                 |                          |                       |                         |
| 1921                                                      | Giovanni Roncon          | Adriano Zanaga        | Franco Giorgetti        |
| 1922                                                      | Costante Girardengo      | Gaetano Belloni       | Giovanni Brunero        |
| 1923                                                      | Giovanni Brunero         | Pietro Linari         | Bartolomeo Aymo         |
| 1924                                                      | Luigi Magnotti           | Nino Bregalanti       | Livio Cattel            |
| 1925                                                      | Angelo Gremo             | Michele Gordini       | Giovanni Trentarossi    |
| 1926                                                      | Costante Girardengo      | Pietro Linari         | Alfredo Binda           |
| 1927                                                      | Allegro Grandi           | Paolo Zanetti         | Michele Gordini         |
| 1928                                                      | Antonio Negrini          | Luigi Giacobbe        | Ermanno Vallazza        |
| 1929                                                      | Alfredo Binda            | Luigi Giacobbe        | Antonio Negrini         |
| 1930                                                      | Armando Zucchini         | Decimo Dall'Arsina    | Aleardo Simoni          |
| 1931                                                      | Ettore Meini             | Armando Zucchini      | Remo Bertoni            |
| 1932-1933 não se disputou                                 |                          |                       |                         |
| 1934                                                      | Aldo Canazza             | Nino Sella            | Antonio Fraccaroli      |
| 1935                                                      | Learco Guerra            | Gino Bartali          | Rinaldo Gerini          |
| 1936 não se disputou                                      |                          |                       |                         |
| 1937                                                      | Osvaldo Bailo            | Diego Marabelli       | Renato Scorticati       |
| 1938                                                      | Pierino Favalli          | Enrico Mollo          | Nello Traggi            |
| 1939-1942 não se disputou devido à Segunda Guerra Mundial |                          |                       |                         |
| 1943                                                      | Mario Fazio              | Elio Bertocchi        | Andrea Giacometti       |
| 1944-1945 não se disputou                                 |                          |                       |                         |
| 1946                                                      | Fausto Coppi             | Vito Ortelli          | Giovanni Destefanis     |
| 1947                                                      | Fausto Coppi             | Gino Bartali          | Aldo Ronconi            |
| 1948                                                      | Vito Ortelli             | Luciano Pezzi         | Italo De Zan            |
| 1949                                                      | Fausto Coppi             | Fiorenzo Magni        | Aldo Ronconi            |
| 1950                                                      | Livio Isotti             | Giorgio Albani        | Vito Ortelli            |
| 1951                                                      | Fiorenzo Magni           | Fausto Coppi          | Antonio Bevilacqua      |
| 1952                                                      | Luciano Maggini          | Tranquillo Scudellaro | Giuseppe Minardi        |
| 1953                                                      | Giancarlo Astrua         | Rino Benedetti        | Danilo Barozzi          |
| 1954                                                      | Giuseppe Minardi         | Fiorenzo Crippa       | Renato Ponzini          |
| 1955                                                      | Fiorenzo Magni           | Fausto Coppi          | Mauro Gianneschi        |
| 1956                                                      | Pierino Baffi            | Giuseppe Minardi      | Bruno Monti             |
| 1957                                                      | Ercole Baldini           | Guido Boni            | Angelo Conterno         |
| 1958                                                      | Carlo Zorzoli            | Italo Mazzacurati     | Alfredo Sabbadin        |
| 1959                                                      | Silvano Ciampi           | Alfredo Sabbadin      | Arnaldo Pambianco       |
| 1960                                                      | Giorgio Tinazzi          | Miguel Poblet         | Rino Benedetti          |
| 1961                                                      | Adriano Zamboni          | Rino Benedetti        | Walter Martin           |
| 1962                                                      | Diego Ronchini           | Marino Fontana        | Ercole Baldini          |
| 1963                                                      | Bruno Mealli             | Pierino Baffi         | Marino Fontana          |
| 1964                                                      | Adriano Durante          | Franco Bitossi        | Marcello Mugnaini       |
| 1965                                                      | Dino Zandegù             | Arnaldo Pambianco     | Luciano Armani          |
| 1966                                                      | Gianni Motta             | Dino Zandegù          | Vito Taccone            |
| 1967                                                      | Bruno Mealli             | Franco Balmamion      | Giorgio Favaro          |
| 1968                                                      | Felice Gimondi           | Vito Taccone          | Michelle Dancelli       |
| 1969                                                      | Dino Zandegù             | Gianni Motta          | Vito Taccone            |
| 1970                                                      | Davide Boifava           | Roberto Poggiali      | Ole Ritter              |
| 1971                                                      | Franco Bitossi           | Giancarlo Polidori    | Ole Ritter              |
| 1972                                                      | Pietro Guerra            | Mauro Simonetti       | Wilmo Francioni         |
| 1973                                                      | Wladimiro Panizza        | Michelle Dancelli     | Martín Emilio Rodríguez |
| 1974                                                      | Franco Bitossi           | Sigfrido Fontanelli   | Enrico Paolini          |
| 1975 não se disputou                                      |                          |                       |                         |
| 1976                                                      | Gianbattista Baronchelli | Walter Riccomi        | Gianni Di Lorenzo       |
| 1977                                                      | Roberto Ceruti           | Luciano Borgognoni    | Renato Marchetti        |
| 1978                                                      | Valerio Lualdi           | Clyde Sefton          | Roberto Visentini       |
| 1979                                                      | Gianbattista Baronchelli | Valerio Lualdi        | Roberto Visentini       |
| 1980                                                      | Pierino Gavazzi          | Ludo Peeters          | Vittorio Algeri         |
| 1981                                                      | Giuseppe Saronni         | Francesco Moser       | Emanuele Bombini        |
| 1982                                                      | Moreno Argentin          | Emanuele Bombini      | Alfio Vandi             |
| 1983                                                      | Alfons De Wolf           | Sven-Åke Nilsson      | Palmiro Masciarelli     |
| 1984                                                      | Pierino Gavazzi          | Giovanni Mantovani    | Leo Schönenberger       |
| 1985                                                      | Claudio Corti            | Marino Amadori        | Fabrizio Vannucci       |
| 1986                                                      | Lech Piasecki            | Leo Schönenberger     | Walter Magnago          |
| 1987                                                      | Ezio Moroni              | Pierino Gavazzi       | Maurizio Fondriest      |
| 1988                                                      | Stephan Joho             | Pierino Gavazzi       | Maurizio Fondriest      |
| 1989                                                      | Maximilian Sciandri      | Giuseppe Saronni      | Rolf Sørensen           |
| 1990                                                      | Maximilian Sciandri      | Fabrizio Fontanelli   | Stefano Giraldi         |
| 1991                                                      | Franco Ballerini         | Bruno Cenghialta      | Antonio Fanelli         |
| 1992                                                      | Beat Zberg               | Davide Rebellin       | Davide Cassani          |
| 1993                                                      | Pascal Richard           | Marco Saligari        | Giorgio Furlan          |
| 1994                                                      | Roberto Petito           | Piotr Ugrumov         | Alexandr Shefer         |
| 1995                                                      | Davide Cassani           | Maurizio Fondriest    | Francesco Casagrande    |
| 1996                                                      | Andrea Ferrigato         | Michele Bartoli       | Oscar Pelliccioli       |
| 1997                                                      | Francesco Casagrande     | Roberto Caruso        | Carlo Finco             |
| 1998                                                      | Michele Bartoli          | Germano Pierdomenico  | Stefano Cecchin         |
| 1999                                                      | Roberto Conti            | Alekszandr Vinokurov  | Francesco Casagrande    |
| 2000                                                      | Dmitri Konyschew         | Paolo Bettini         | Matteo Tosatto          |
| 2001                                                      | Davide Rebellin          | Daniele Nardello      | Ruggero Borghi          |
| 2002                                                      | Gianluca Bortolami       | Fabiano Fontanelli    | Mauro Radaelli          |
| 2003                                                      | Fabio Sacchi             | Eddy Serri            | Eddy Ratti              |
| 2004                                                      | Gianluca Bortolami       | Matteo Tosatto        | Fabian Wegmann          |
| 2005                                                      | Danilo Napolitano        | Daniele Bennati       | Graeme Brown            |
| 2006                                                      | Santo Anzà               | Niklas Axelsson       | Raffaele Ferrara        |
| 2007                                                      | Eddy Serri               | Marco Marcato         | Luca Paolini            |
| 2008                                                      | Enrico Gasparotto        | Francesco Reda        | Christian Pfannberger   |
| 2009                                                      | Murilo Fischer           | Enrico Rossi          | Francesco Gavazzi       |
| 2010                                                      | Patrik Sinkewitz         | Domenico Pozzovivo    | Giovanni Visconti       |
| 2011                                                      | Oscar Gatto              | Simone Ponzi          | Enrico Battaglin        |
| 2012 não se disputou                                      |                          |                       |                         |
| 2024                                                      | António Morgado          | Joan Bou              | Mattia Bais             |
| 2013 não se disputou                                      |                          |                       |                         |
| 2025                                                      |                          |                       |                         |

## Palmarés por países
| País     | Vitórias |
| -------- | -------- |
| Itália   | 77       |
| Suíça    | 3        |
| França   | 1        |
| Bélgica  | 1        |
| Polónia  | 1        |
| Rússia   | 1        |
| Brasil   | 1        |
| Alemanha | 1        |
| Portugal | 1        |